# Вуйтова
Вуйтова (пол. Wójtowa) — село в Польщі, у гміні Ліпінки Горлицького повіту Малопольського воєводства.
Населення — 1565 осіб (2011).
У 1975-1998 роках село належало до Кросненського воєводства.

## Демографія
Демографічна структура станом на 31 березня 2011 року:
|          | Загалом | Допрацездатний вік | Працездатний вік | Постпрацездатний вік |
| -------- | ------- | ------------------ | ---------------- | -------------------- |
| Чоловіки | 772     | 162                | 541              | 69                   |
| Жінки    | 793     | 155                | 463              | 175                  |
| Разом    | 1565    | 317                | 1004             | 244                  |